# Обстріли Краматорська (з 2022)
Обстріли Крамато́рська — ракетні обстріли російськими військами по цивільній інфраструктурі міста Краматорськ Донецької області під час вторгнення Росії в Україну.

## Перебіг подій

### Березень 2022
18 березня росіяни атакували близько 40 багатоповерхівок.

### Квітень 2022
8 квітня російські окупанти обстріляли залізничну станцію Краматорськ ракетою 9М79К-1 «Точка-У» з касетними боєприпасами 9Н24.
14 квітня росіяни поцілили в машинобудівне підприємство Енергомашспецсталь.

### Липень 2022
7 липня росіяни обстріляли центр міста ракетою «Іскандер». 1 людина загинула, 5 поранені.
21 липня росіяни обстріляли школу і промислове підприємство.

### Вересень 2022
18 вересня росіяни обстріляли готель. Без жертв.

### Квітень 2023
29 квітня вночі росіяни обстріляли місто БпЛА "Shahed 136". Пошкоджені 3 будинки. 2 людини поранені.

### Червень 2023
27 червня росіяни обстріляли піцерію.

### Серпень 2023
14 серпня о 23:24 пролунали вибухи. Ворожі снаряди С-300 поцілили по складу, де були харчі. На площі 2400 м2 виникла пожежа. 2 людини загинуло, 1 людина поранена.
26 серпня місто знову зазнало обстрілу з боку росіян. Постраждала газова мережа.

### Вересень 2023
2 вересня росіяни обстріляли Краматорськ з РСЗВ. Потрапили у квартиру багатоповерхівки, на територію поблизу кладовища. Ракета, потрапивши у квартиру не розірвалась. Постраждавших немає.

### Лютий 2024
17 лютого місто зазнало удару ракетою Х-22.